# María Santísima de los Dolores (Málaga)
María Santísima de los Dolores, es una imagen de la Virgen María que se venera en Málaga en el barrio del Perchel. Es la titular de la Pontificia, Real, Ilustre y Venerable Archicofradía Sacramental de Culto y Procesión del Santísimo Cristo de la Expiración y María Santísima de los Dolores Coronada. El Obispo de Málaga aprobó la concesión de la Coronación canónica para esta imagen el 19 de abril de 1986, siendo coronada el 4 de octubre de ese mismo año. Es venerada en las capillas de la Hermandad en la Parroquia de San Pedro. 

## Descripción
La Virgen de los Dolores es una imagen que se atribuye a Antonio Asensio de la Cerda, siglo XVIII. De gran fervor en el barrio de El Perchel y en la ciudad, constituye uno de los iconos devocionales más importantes de Málaga. Popularmente conocida como "La Lola", esta Virgen es de las que goza de mayor fervor y popularidad. La Coronación Canónica, aprobada por el Obispo de Málaga, Ramón Buxarrais Ventura, tuvo lugar en 1986, en la Santa Iglesia Catedral Basílica de la Encarnación por parte del entonces Arzobispo de Granada, José Méndez Asensio, convirtiéndose así en la primera dolorosa coronada de la ciudad. A la Coronación se agregó Su Santidad el Papa San Juan Pablo II, quien además dio la Bendición Apostólica. En el año 2008, se dio por finalizada la restauración de la imagen por el Instituto Andaluz para la conservación del Patrimonio Histórico de la Junta de Andalucía. Tras una largo estudio científico, los restauradores coinciden en la procedencia de la Imagen a la familia Asensio de la Cerda, en concreto está atribuida a Vicente Asensio de la Cerda, el hermano mayor de la misma.

## Análisis artístico
La imagen de la Virgen de los Dolores, más allá de sus incuestionables valores devocionales, contiene unas apreciaciones históricas y artísticas que responden a una serie de causalidades y casualidades, que el devenir del tiempo ha ido descubriendo para dar rigor y sentido a todos los valores que nuestra venerada talla posee. Adjudicada en los últimos años a la saga escultórica de los Asensio de la Cerda, en concreto a Vicente Asensio de la Cerda, hijo de Pedro Asensio y sobrino de Antonio, en torno a los años 1775-1783, tiene una historia tan agitada (hasta dos veces fue salvada de la furia iconoclasta contra los católicos) como interesante, que ponen de relieve ante todo la continuidad de un icono devocional que es parte consustancial de la historia de nuestra ciudad.
La Virgen de los Dolores, imagen dispuesta para ser una Virgen ‘de vestir’ desde el mismo siglo XVIII, ha tenido durante estos dos siglos y medio de existencia una serie de intervenciones restauradoras que, sin modificar su aspecto y presencia original en ningún caso, han logrado mantener los valores originales de una talla histórica por su valor artístico, y especialmente por su importancia devocional para nuestra ciudad. Tal vez sean sus manos, primitivamente juntas (que se conservan) y desde los años veinte separadas, el cambio más notable de la morfología y apariencia de la iconografía de nuestra dolorosa. Estas primeras manos extendidas, que permanecen en el anonimato de su autoría, fueron con el tiempo repuestas por otras de Pedro Moreira (1942) y finalmente sustituidas por las definitivas realizadas por Antonio Eslava Rubio (1978) quien también realizó una acertada restauración en la que suprimió barnices y repintes añadidos y dotó de nueva encarnadura al cuello, al tiempo que dotó de suaves veladuras a la policromía original de la talla. Finalmente, en el año 2007, la talla de la Virgen de los Dolores fue intervenida a partir de trabajos de conservación-restauración, por parte del Instituto Andaluz del Patrimonio Histórico (I.A.P.H.), que consiguió, desde la más científica pulcritud y  profesionalidad que le avalan, recuperar todos los valores originales que posee y retiene la Virgen de los Dolores para de este modo devolvernos la impronta de la imagen en el siglo XVIII, base y soporte histórico y devocional de la hoy Archicofradía de la Expiración.

## Vestimentas
La Virgen de los Dolores luce durante el año diferentes sayas, mantos y piezas de bordado, así como coronas, mantos, encajes y otras telas. Comúnmente, la imagen luce tocados a tablas, como se viene presentando desde los años 40, siendo este tipo de tocados parte de su sello.
- Saya de Elena Caro: Realizada por Esperanza Elena Caro bajo diseño de Manuel Elena Martín en hilo de oro fino sobre raso blanco.
- Saya de Carrasquilla: Realizada por Guillermo Carrasquilla Gutiérrez en hilo de oro fino obre tisú de plata en su color.
- Saya del Aniversario de Coronación: Realizada por Manolo Mendoza bajo diseño de Salvador Aguilar en hilo de oro fino y sedas sobre tisú de oro en su color.
- Saya de Felicitación Gaviero: Realizada por María Felicitación Gaviero bajo diseño de Antonio Rodríguez con motivo del XXV aniversario de coronación, en oro y sedas sobre tisú de plata blanco.
- Saya del azulejo: De autor desconocido, bordada en plata sobre terciopelo negro, siendo la más antigua que posee la Archicofradía.
- Saya del gato: Realizada por Esperanza Elena caro, en la década de los 50, en oro sobre terciopelo negro.
- Saya de César Girón: Realizada en el taller Sobrinos de José Caro en la década de los 60 con el traje de luces del torero César Girón.
- Saya de la Marquesa: Realizada por el instituto de las Adoratrices en 1942 en hilos de oro fino y plata sobre terciopelo negro y donada por Doña María de Cubas y Erice, la Marquesa Viuda de Aldama, ampliada en 2020 por Manolo Mendoza.
- Saya morada: Realizada por Manolo Mendoza en 2022, bajo diseño de Salvador Aguilar, en hilo de oro fino.
- Manto de salida: Realizada por Esperanza Elena Caro, en la década de los 50, bajo diseño (atr.) de Manuel Elena Martín en hilo de oro fino y sedas sobre terciopelo negro.
- Manto de traslado: Realizada por las Hermanas Adoratrices en 1942 en hilos de oro fino, plata, y sedas sobre terciopelo negro.
- Manto de Ana María: Realizada por Esperanza Elena Caro, en la década de los 50, en hilo de oro fino sobre terciopelo negro. Fue un regalo de Ana María Chico de Guzmán March, viuda del Marqués de Aldama.
- Manto del azulejo: De autor desconocido, bordado en plata sobre terciopelo negro, siendo el más antiguo que posee la Archicofradía.
- Manto morado: Realizado por Manolo Mendoza en 2022, bajo diseño de Salvador Aguilar, en hilo de oro fino.
- Manto burdeos: Realizado por Manolo Mendoza en 2022 usando los bordados de un frontal de altar del siglo XIX.
- Toca de Manolo Mendoza: Realizada por Manolo Mendoza en 2005, bajo diseño de Fernando Prini, en hilo de oro fino y sedas sobre malla.
- Toca de María Morales: Realizada por Esperanza Elena Caro en 1960 en hilo de oro fino sobre malla. Fue un regalo de la actriz y soprano María de los Ángeles Morales.
- Corona de las Capillas: Realizada por Manuel Seco Velasco en la década de los 60 en plata sobredorada y en su color.
- Corona de Coronación: Realizada por José Jiménez Jiménez en 1986 en plata sobredorada.
- Corona de capilla: Realizada por Joaquín Ossorio en 2017, bajo diseño de Curro Claros, en plata de ley.
- Diadema: antigua, en plata de ley, de tamaño pequeño.
- Diadema: Realizada por Manuel Seco Velasco en plata de ley sobredorada.
- Diadema: Realizada por Hermanos Delgado en plata de ley sobredorada con motivo del XXV aniversario de coronación.

## Efemérides
- A finales del siglo XVII nace, en el barrio de El Perchel, la Hermandad de la Virgen de los Dolores en la Parroquia de San Pedro, origen de la actual Archicofradía de la Expiración.
- El 27 de julio de 1923 Don Enrique Navarro Torres, ferviente devoto de la Virgen de los Dolores, jura el cargo de hermano mayor de la Hermandad. Gracias a él, la Expiración y, en especial, la Virgen de los Dolores, poseen la práctica totalidad del patrimonio actual.
- En 1924, Doña María de Cubas y Erice, marquesa Viuda de Aldama, es nombrada Camarera Mayor de la Virgen de los Dolores.
- En 1927, la Virgen de los Dolores procesiona por primera vez bajo palio.
- En 1928 se estrena el primer juego de manos abiertas para la Virgen de los Dolores.
- El 11 y 12 de mayo de 1931 se lleva a cabo la Quema de Iglesias y Conventos tras la proclamación de la Segunda República. El perchelero Rogelio López logra salvar la testa y manos de la Virgen de los Dolores.
- Entre 1932 y 1934, la Virgen de los Dolores recibe culto en la Santa Iglesia Catedral.
- El 21 de marzo de 1937, la Virgen de los Dolores es trasladada en procesión extraordinaria a la Parroquia del Carmen.
- En 1939, la Virgen de los Dolores vuelve a procesionar el Miércoles Santo por las calles de Málaga.
- En 1945, la Virgen de los Dolores estrena una corona de salida de Manuel Seco Velasco, en plata de ley sobredorada, que sería robada el 9 de febrero de 1984.
- El 24 de marzo de 1946, ambos titulares serían trasladados ya, definitivamente, desde la Parroquia del Carmen hasta la Parroquia de San Pedro. La inauguración de las actuales capillas de la Archicofradía se celebran el 16 de junio de ese mismo año.
- 1950 marca el año de estreno de la orfebrería del paso procesional de la Virgen de los Dolores, obra de Manuel Seco Velasco.
- El 1 de noviembre de 1950 se celebra la Magna Mariana a la Plaza de la Constitución de Málaga con motivo de la proclamación del dogma de la Asunción de la Virgen María, en la cual participa la Virgen de los Dolores.[3]
- En 1954 se estrena el palio, de Esperanza de Elena Caro.
- En 1955 se estrena el manto de salida.
- En 1960, la Virgen de los Dolores estrena la segunda y actual corona de salida, conocida como "de las Capillas", obra de Manuel Seco Velasco.
- El 19 de enero de 1984, un ladrón roba la corona de 1945 y varias joyas de la Virgen de los Dolores.[4]
- El 20 de enero de 1985, la Hermandad solicita, por aclamación popular, la Coronación Canónica de la Virgen de los Dolores.
- El 19 de abril de 1986 se recibe el Breve de Coronación firmado por el Obispo de Málaga Ramón Buxarrais Ventura, eligiendo la Hermandad la fecha del 4 de octubre de ese mismo año para la celebración.
- El 7 de julio de 1986, fue recibida una carta firmada y sellada por Su Santidad San Juan Pablo II, en la que se agregaba a la Coronación y daba a la misma la Bendición Apostólica.
- La Virgen de los Dolores es coronada canónicamente el 4 de octubre de 1986.
- En octubre de 2011 se celebra el XXV Aniversario de la Coronación Canónica de la Virgen de los Dolores, con solemne Triduo y besamano extraordinario así como traslado a la Santa Iglesia Catedral y procesión extraordinaria de regreso.
- ñEl 26 de mayo de 2018, la Virgen de los Dolores participa en la Procesión Magna de Vírgenes Coronadas con motivo del centenario del Patronazgo de Santa María de la Victoria sobre la Ciudad de Málaga y su Diócesis.
- En 2020, se celebra el centenario de la fusión de la Hermandad del Cristo de la Expiración y la Hermandad de la Virgen de los Dolores de San Pedro.
- El 30 de octubre de 2021, la Virgen de los Dolores participa en la Procesión Magna "El Verbo Encarnado" con motivo del centenario de la Agrupación de Cofradías.

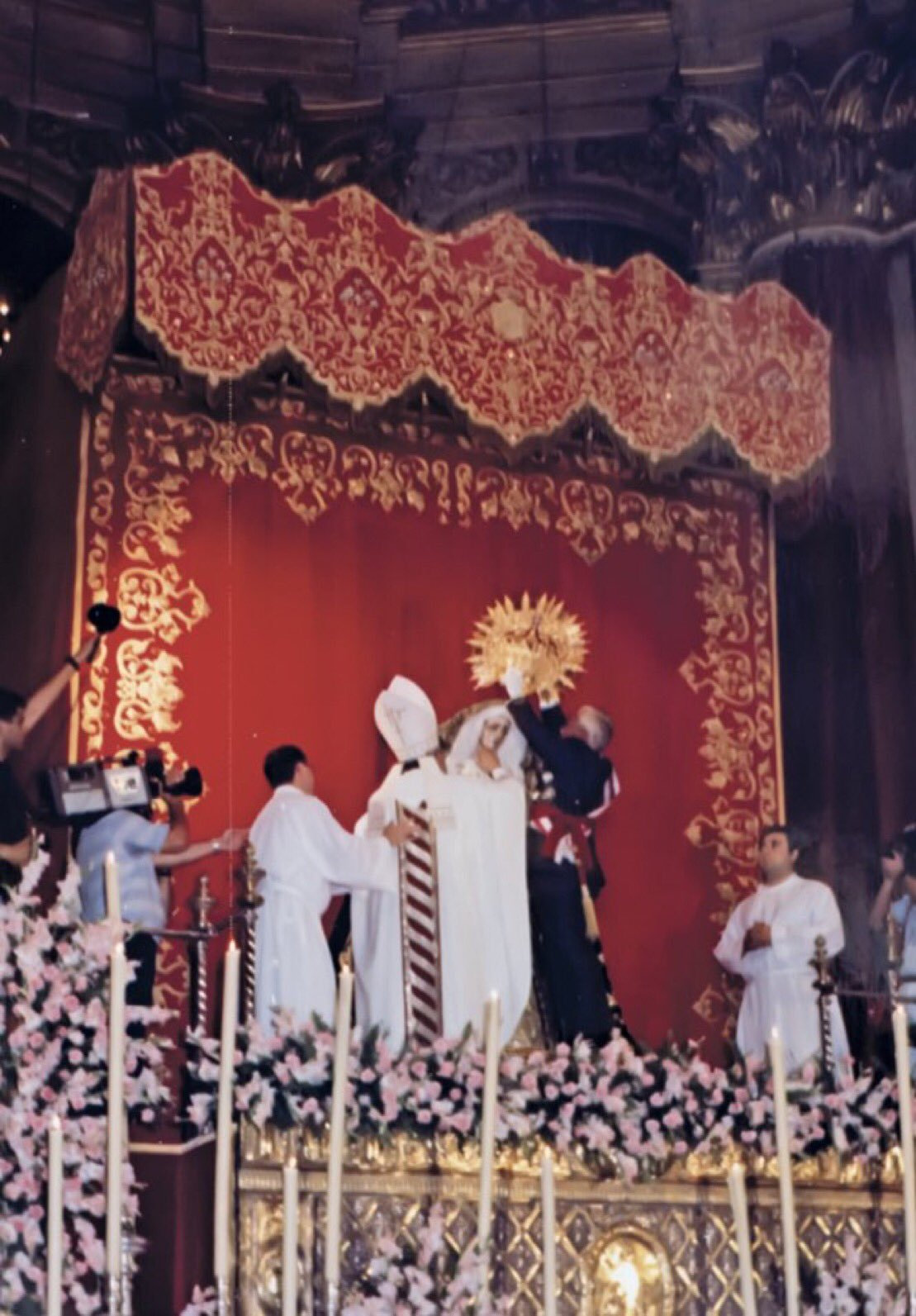
La Coronación de la Virgen de los Dolores.

## Coronación Canónica
La Archicofradía de la Expiración solicitó, el 20 de enero de 1985, la Coronación Canónica de la Virgen de los Dolores al Obispo de Málaga. La solicitud fue apoyada por más de 15,000 firmas de malagueños, hermanos de la Archicofradía, devotos de la Virgen de los Dolores y vecinos del barrio de El Perchel, y la adhesión de un gran número instituciones como peñas, grupos de baile y música, Hermandades y Cofradías, comunidades vecinales, así como la del propio pueblo de Málaga. 
Durante todo 1985, la solicitud sería evaluada por el Obispo de Málaga, Ramón Buxarrais Ventura. La posible coronación de la Virgen de los Dolores suscitó, entre todos los malagueños, gran inquietud, así como una enorme ilusión.
La Hermandad recibiría la aprobación de la Coronación Canónica durante el mes de abril del año 1986.
En Julio de ese mismo año, se recibió una carta firmada y sellada por Su Santidad San Juan Pablo II, en la que se agregaba a la Coronación y daba a la misma la Bendición Apostólica
En rueda de prensa celebrada el 4 de septiembre de 2012, la Hermandad anunció la intención de coronar a la Virgen del Rocío el 4 de octubre de 1986.
El Ayuntamiento de Málaga y el General Francisco Javier Cereceda, subdirector de la Guardia Civil, fueron los padrinos de la Coronación Canónica.
La ceremonia de coronación, celebrada en la Catedral de Málaga a las seis y media de la tarde del 4 de octubre de 1986, fue retransmitida a nivel local, regional, y nacional.

## Culto interno
La Santísima Virgen preside su capilla en San Pedro prácticamente durante todo el año. El Viernes de Dolores celebra Función y besamano en el Altar Mayor. En el mes de septiembre, con motivo de la festividad de los Dolores Gloriosos, celebra Solemne Triduo, con posterior Función y besamano el 15 de septiembre. La Hermandad conmemora también el Aniversario de Coronación con la celebración de una Solemne Función cada 4 de octubre.

## Música
Marchas dedicadas a la Virgen de los Dolores:
- La Virgen de los Dolores, Alberto Escámez López (1926)
- La Virgen llora, Alberto Escámez López (1930)
- La Virgen de los Dolores, José Andreu Navarro (1959)
- Coronación, Perfecto Artola Prats (1986)
- Reina de los Dolores Coronada, Abel Moreno Gómez (1994)
- Pasa la Virgen de los Dolores, Ginés Sánchez Torres (1994)
- Soledades de la Virgen de los Dolores, Antonio Jurado Pérez (1994)
- Dolores de la Expiración, Gabriel Robles Ojeda (s/f)
- Dolores Coronada, Eloy García López (2002)
- Reina Dolorosa del Alba, Juan Antonio Barros Jódar (2005)
- Coronada del Perchel, José Luis González Andrades (2007)
- Salve Regina, Narciso Pérez del Campo (2007)
- Música para una Madre, Eloy García López (2008)
- Manto y Corona, Eloy García López (2011)
- Amanecer Perchelero, José Ramón Valiño Cabrerizo (2011)
- Malagueña de los Dolores, José Ramón Valiño Cabrerizo (ca. 2013)
- Madre Coronada, José Manuel Pastrana Perea (2016)
- Mater Plena Dolores, Alicia Cortés Camacho y Pepe Gámez Calderón (2022)
- La Perchelera, Salvador Vázquez Sánchez (2023)

## Galería de imágenes

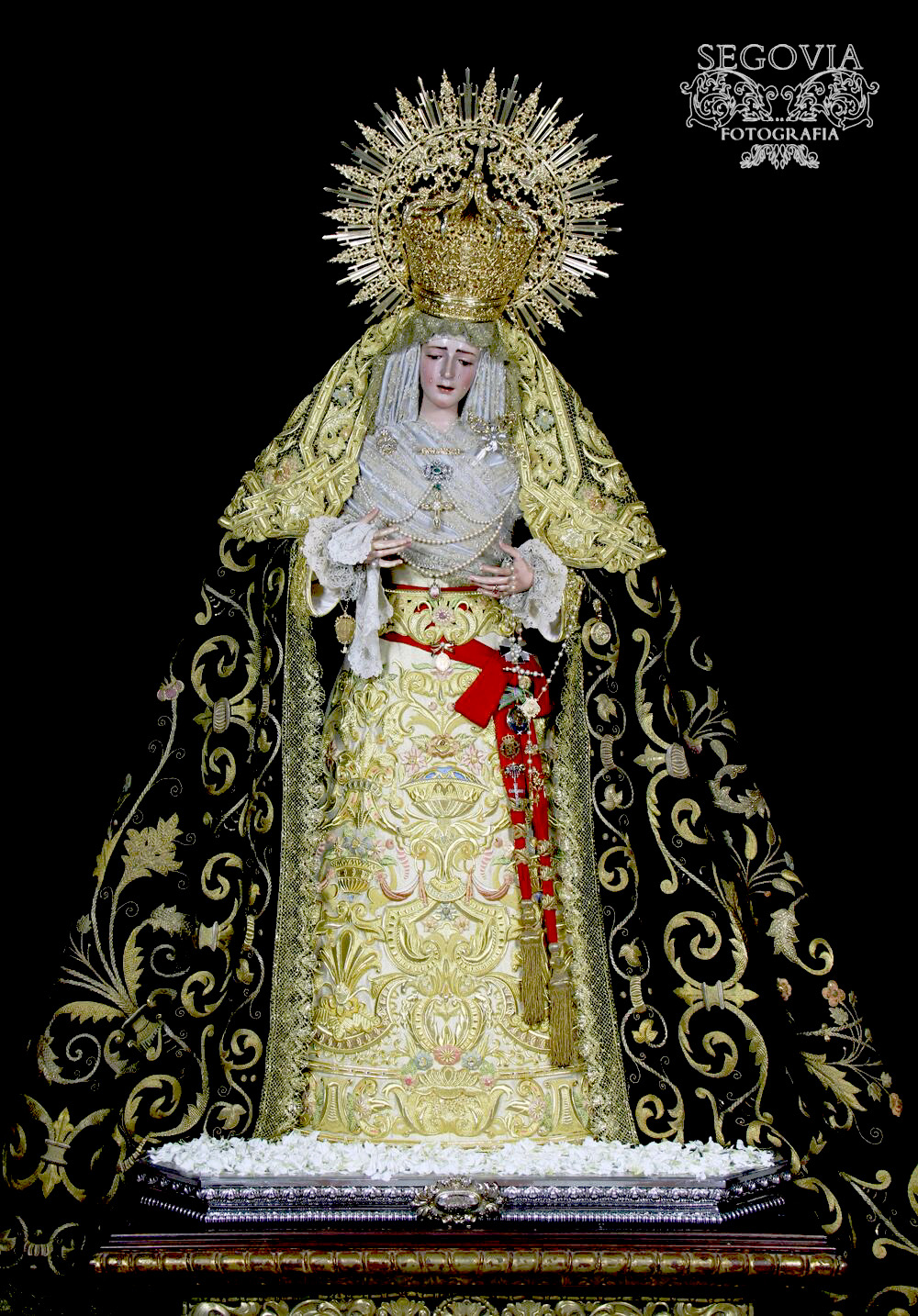
María Santísima de los Dolores, Emperatriz de los Percheles.
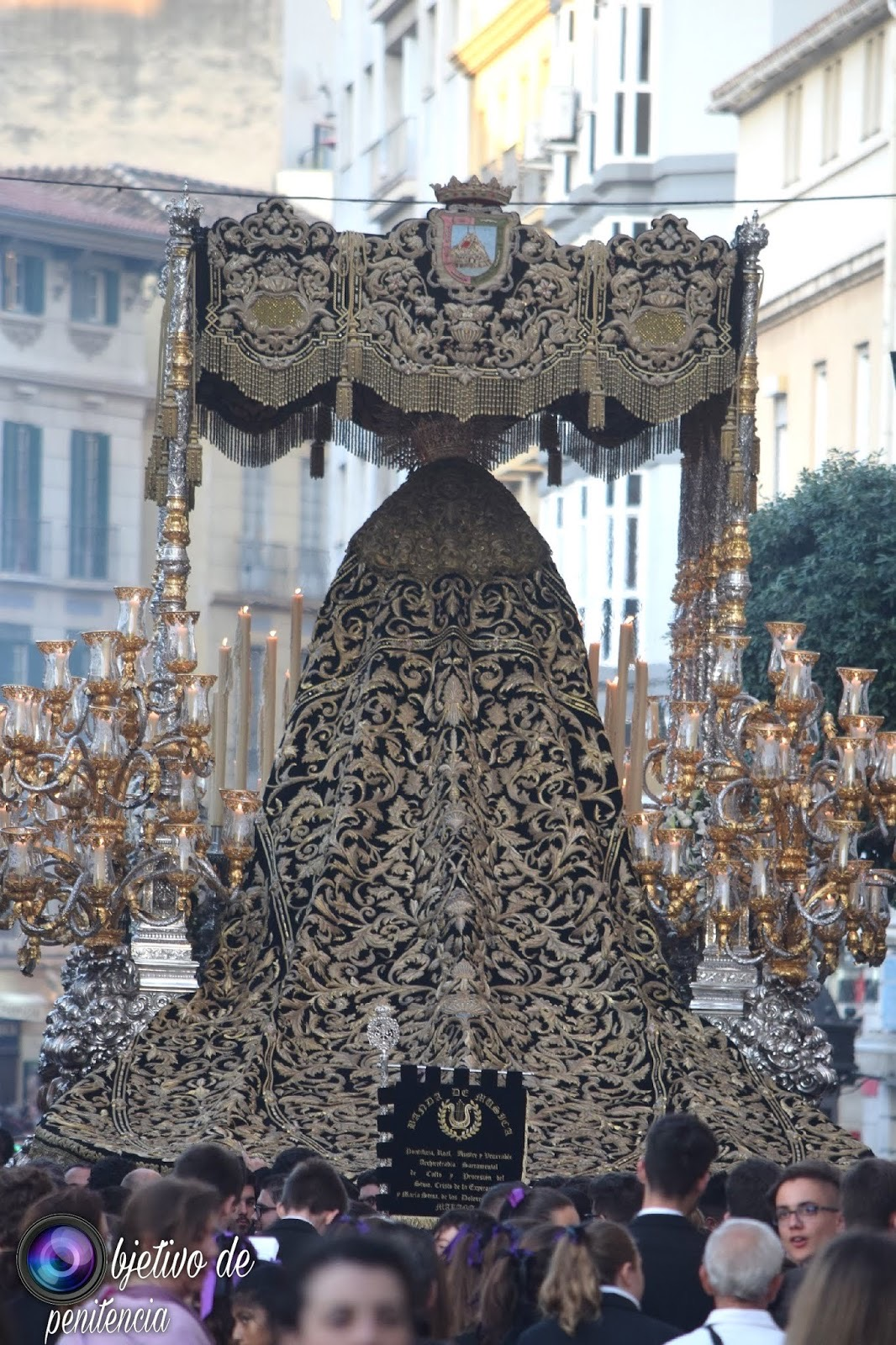
La fastuosa trasera de la Virgen de los Dolores mientras avanza por calle Atarazanas en la Magna de Coronadas de 2018.
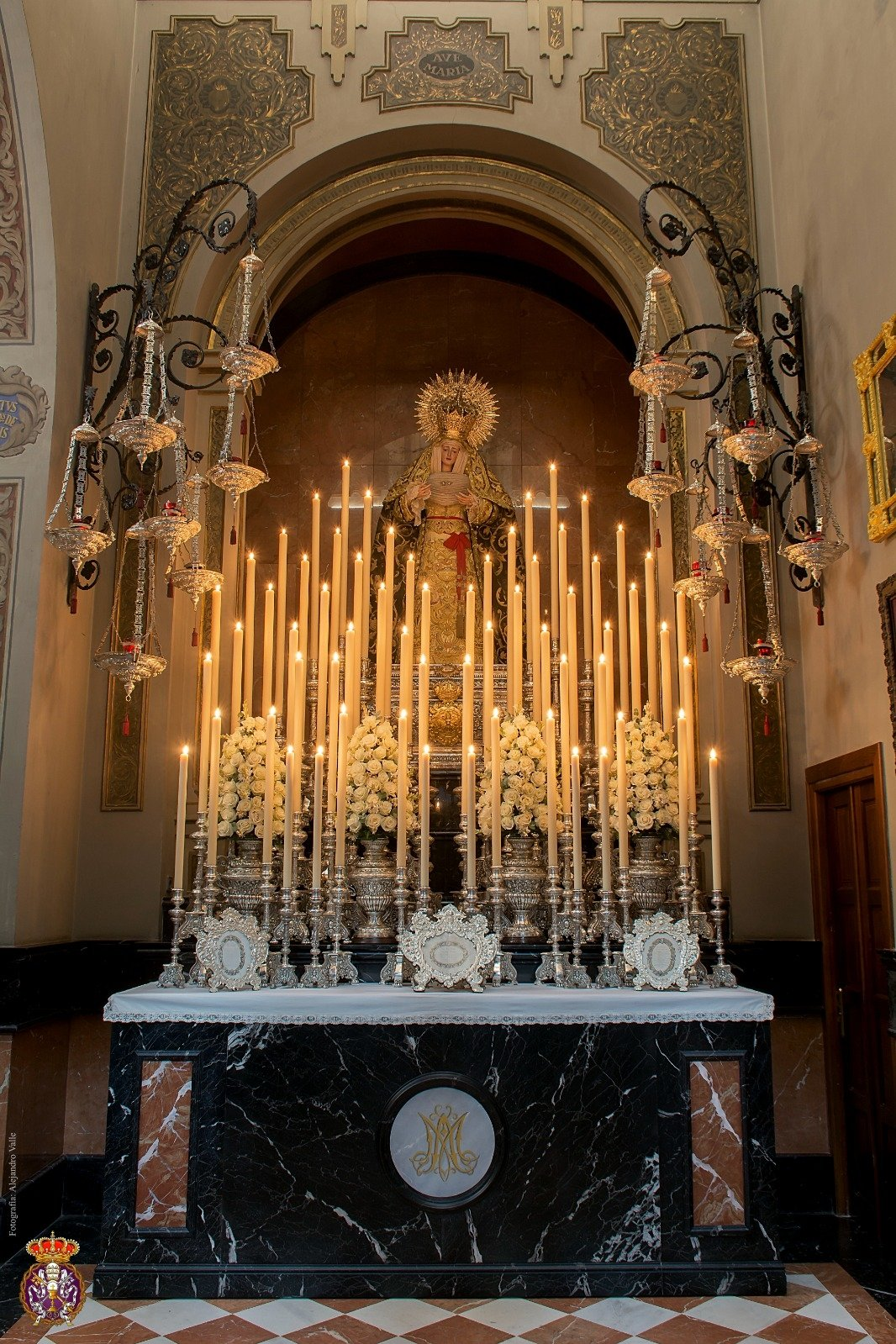
Función de Aniversario Coronación a la Virgen de los Dolores en la Parroquia de San Pedro (Málaga).
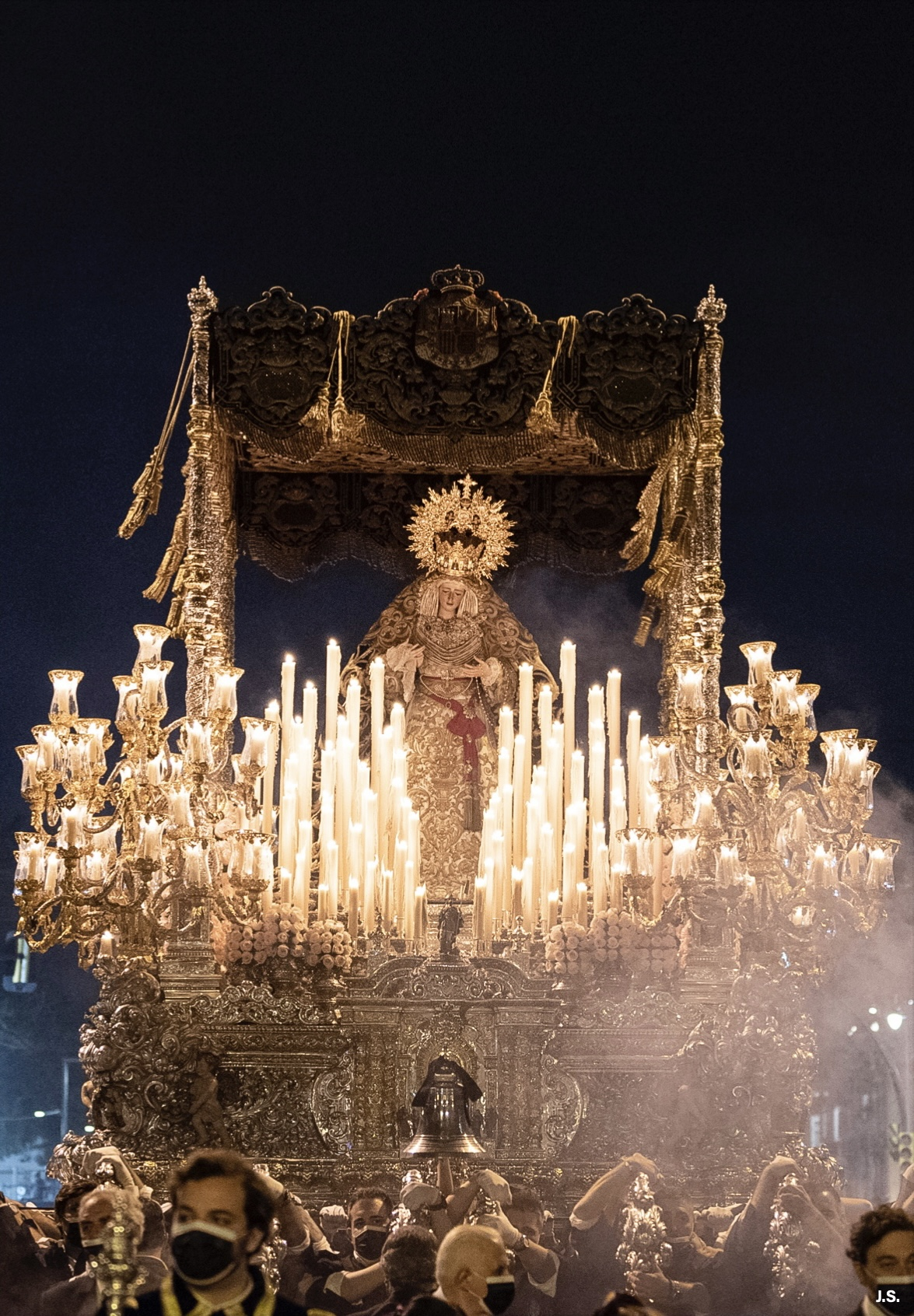
La Virgen de los Dolores en su trono en la Procesión Magna "Camino de la Gloria" en 2021.